# 5687 Yamamotoshinobu
Az 5687 Yamamotoshinobu (ideiglenes jelöléssel 1991 AB1) a Naprendszer kisbolygóövében található aszteroida. Kusida Josio és Muramacu Oszamu fedezte fel 1991. január 13-án.